# Canal de Steenenhoek
Le Canal de Steenenhoek (en néerlandais Kanaal van Steenenhoek) est un canal néerlandais de l'est de la Hollande-Méridionale.

## Géographie
Le canal débute au nord de Gorinchem où il communique avec la Linge. Il continue vers l'ouest, le long de la ligne de chemin de fer et de l'A15. Il passe au nord de Boven-Hardinxveld avant de retrouver la Merwede inférieure à Neder-Hardinxveld, où se trouve une station de pompage pour réguler les eaux.
Le Canal de la Merwede, construit plus tard, croise le Canal de Steenenhoek au nord de Gorinchem.

## Histoire
Le Canal de Steenenhoek a été creusé au début du XIXe siècle, dans l'objectif d'améliorer l'évacuation des eaux de la Linge. Avant l'existence de ce canal, la Linge évacuait ses eaux vers la Merwede supérieure via les canaux de ceinture et du centre ville de Gorinchem, ce qui a occasionné de nombreuses inondations.

## Source
- (nl) Cet article est partiellement ou en totalité issu de l’article de Wikipédia en néerlandais intitulé « Kanaal van Steenenhoek » (voir la liste des auteurs).